# Bāsim Naŷm
Bāsim Jalīl Ibrāhīm Naŷm (en árabe: باسم خليل إبراهيم نجم‎, Tulkarem, Mandato británico de Palestina, 27 de diciembre de 1927-Jerusalén, 18 de marzo de 1983) fue un pastor luterano palestino conocido por su liderazgo eclesiástico y su papel fundamental en la construcción y desarrollo de comunidades luteranas. Nacido en un contexto de creciente nacionalismo árabe, Naŷm se convirtió en uno de los líderes que impulsaron la unificación de diversas iglesias luteranas. Su trayectoria está marcada por su formación teológica en la Federación Luterana Mundial, que envió a varios líderes a estudiar en instituciones de Estados Unidos y Alemania.

## Biografía
Naŷm nació en un contexto histórico en el que la Federación Luterana Mundial desempeñó un papel crucial en la formación de líderes eclesiásticos en la región. Durante su formación, Naŷm se destacó como uno de los líderes de la «segunda generación» de la Iglesia luterana, un grupo que emergió para consolidar nuevas autoridades religiosas en el área.
En el año 1961, Naŷm fue pastor de la congregación de Ramala (Estado de Palestina), donde participó en la colocación de la primera piedra de la iglesia de la esperanza el 12 de noviembre. Esta iglesia se construyó como un nuevo hogar para los cristianos palestinos desplazados de sus tierras cercanas a Tel Aviv en 1948. Bajo su supervisión, se completó la construcción de la iglesia actual en Ramala en 1963, lo que marcó un hito para la comunidad luterana de la ciudad. En 1966, estableció la Escuela de la Esperanza en Ramala, demostrando un compromiso profundo con el desarrollo y la formación de los jóvenes en un contexto desafiante.
A lo largo de su vida, Naŷm fue reconocido como una figura humana y un modelo a seguir dentro de la comunidad religiosa. Su liderazgo y dedicación a la causa de la iglesia contribuyeron a la creación de un entorno de unidad y esperanza en tiempos difíciles.

## Reconocimientos
Naŷm fue reconocido en múltiples ocasiones por su contribución a la Iglesia luterana y su impacto en la comunidad. Su nombre aparece junto al del obispo Na‘īm Naṣṣār y Karimeh Abbud, una pionera de la fotografía, en un listado de personalidades destacadas honradas a través de la publicación de libros y textos que narran su vida y contribuciones.

## Obras
A lo largo de su vida, Naŷm estuvo involucrado en numerosas iniciativas que han fortalecido la comunidad luterana. Su trabajo en la construcción de la iglesia de la esperanza es uno de los hitos más destacados de su carrera, pero su impacto va más allá de esta obra. Ha sido una figura clave en la promoción de la unidad entre diversas congregaciones luteranas en un contexto de creciente nacionalismo.